# Łękuk (jezioro w gminie Wydminy)
Łękuk – jezioro w Polsce, położone w województwie warmińsko-mazurskim, w powiecie giżyckim, w gminie Wydminy.

## Położenie
Według regionalizacji fizycznogeograficznej Polski jezioro leży na Pojezierzu Ełckim, natomiast według regionalizacji przyrodniczo-leśnej – w mezoregionie Puszczy Boreckiej, w dorzeczu Ełk–Biebrza–Narew–Wisła. Znajduje się około 25 km w kierunku wschodnim od Giżycka. Od strony zachodniej wpływa niewielki ciek wodny od jeziora Róg, natomiast od zachodu ma połączenie z jeziorem Dubinek. W południowej części zbiornika wodnego znajduje się odpływ do jeziora Sowa. Nad zachodnim brzegiem jeziora leży Róg Orłowski, nad południowym Łękuk Mały.
Brzegi są strome i wysokie, w otoczeniu pól, łąk i lasów. Prawie w całości są zarośnięte wąskim, przerywanym pasem roślinności wodnej. Linia brzegowa jest średnio rozwinięta. Jezioro jest płytkie i wydłużone, stanowi skraj Puszczy Boreckiej.
Jezioro leży na terenie obwodu rybackiego jeziora Łękuk w zlewni rzeki Ełk – nr 15. Znajduje się na terenie Obszaru Chronionego Krajobrazu Puszczy Boreckiej o łącznej powierzchni 22 860,9 ha.
Jezioro stanowi siedlisko gatunku ujętego jako bliski zagrożenia w Polskiej czerwonej księdze roślin – grzybieni północnych Nymphaea candida, potwierdzone w latach 90. XX wieku.

## Morfometria
Według danych Instytutu Rybactwa Śródlądowego powierzchnia zwierciadła wody jeziora wynosi 80,6 ha. Średnia głębokość zbiornika wodnego to 2,7 m, a maksymalna – 5,0 m. Lustro wody znajduje się na wysokości 149,6 m n.p.m. Objętość jeziora wynosi 2 185,9 tys. m³. Maksymalna długość jeziora to 2 200 m a szerokość 500 m. Długość linii brzegowej wynosi 5 800 m.
Inne dane uzyskano natomiast poprzez planimetrię jeziora na mapach w skali 1:50 000 według Państwowego Układu Współrzędnych 1965, zgodnie z poziomem odniesienia Kronsztadt. Otrzymana w ten sposób powierzchnia zbiornika wodnego to 73,5 ha, a wysokość bezwzględna lustra wody – 148,7 m n.p.m.